# Nikolaus von Ballestrem
Nikolaus Wolfgang Friedrich Franz Graf von Ballestrem-Plawniowitz (* 29. November 1900 in Ober-Gläsersdorf, Landkreis Lüben, Provinz Schlesien; † 13. Februar 1945 in Dresden) war ein deutscher Adeliger, Industrieller und Politiker (Zentrum).

## Leben und Wirken

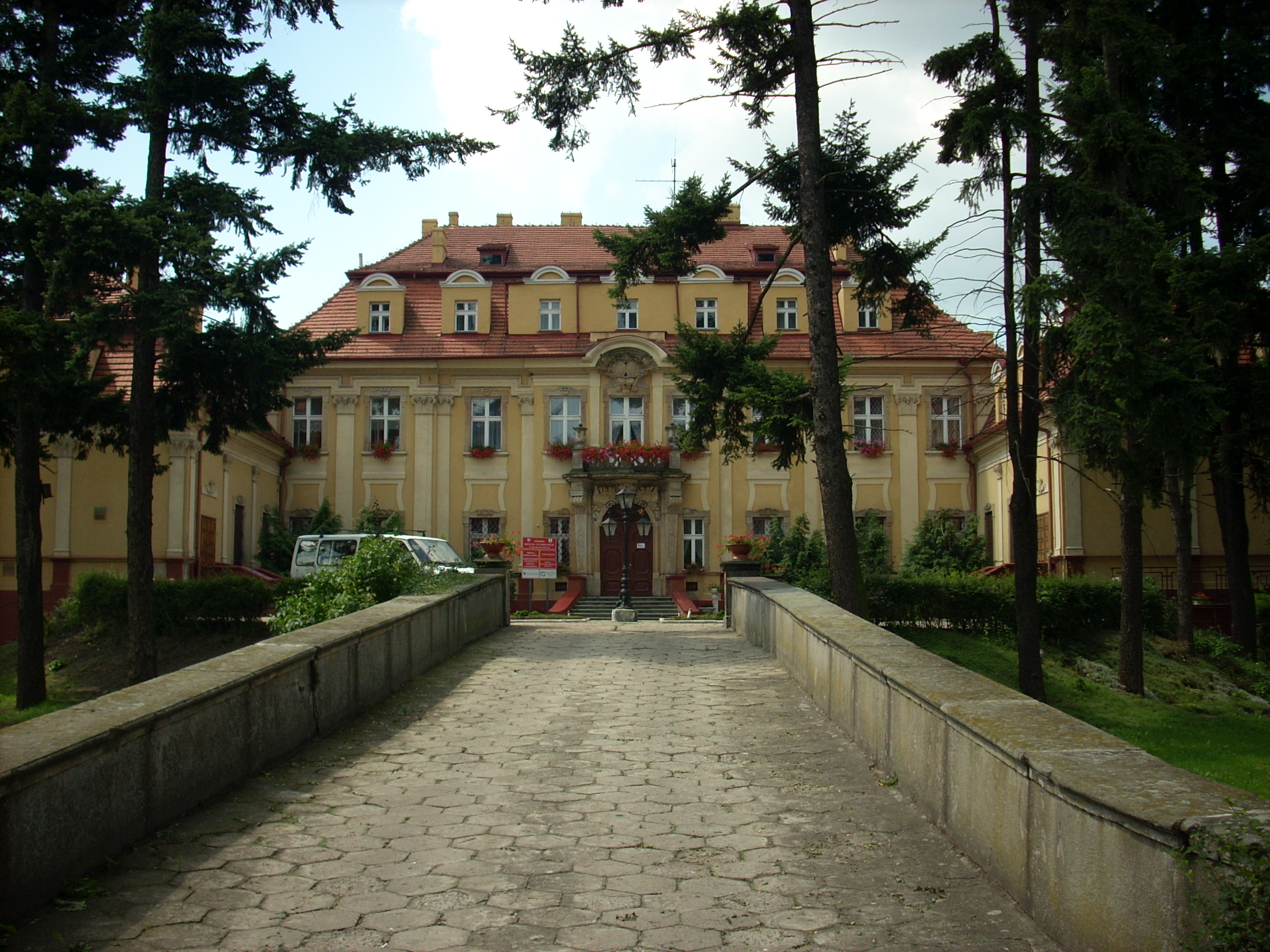
Schloss Ober Gläsersdorf

Nikolaus von Ballestrem entstammte dem Hause Ballestrem, einer alten schlesischen Adelsfamilie. Er wurde 1900 als Sohn des Valentin Graf von Ballestrem (* 21. Dezember 1860; † 17. Mai 1920) und dessen Ehefrau Agnes Gräfin zu Stolberg-Stolberg (* 11. Mai 1874; † 26. März 1940) geboren. Carl Wolfgang Graf von Ballestrem war ein jüngerer Bruder. Sein Großvater war der Zentrumspolitiker und langjährige Präsident des Reichstags Graf Franz von Ballestrem.
In seiner Jugend erhielt Ballestrem zunächst bis Ostern 1913 Privatunterricht und besuchte dann das Matthias-Gymnasium in Breslau, wo er die Reifeprüfung bestand.

### Weimarer Republik (1918–1933)
Als Erbe des Ballestrem’schen Familienvermögens galt Nikolaus von Ballestrem nach dem Tod seines Vaters 1920 als einer der reichsten Männer Deutschlands. Als oberschlesischer Magnat war er Besitzer von Kohlengruben, Fabriken und ausgedehntem Grundbesitz. So umfasste sein Besitz insbesondere den Stammsitz seiner Familie, das Schloss Plawniowitz (1936 in Flössingen umbenannt) bei Gleiwitz, sowie die dazugehörigen Familienfideikommisse Plawniowitz, Ruda und Biskupitz. Auch war er „Herr auf Obergläsersdorf“ mit Böckei, Oberau und Costa und zudem Eigentümer umfangreicher Aktienpakete. Die „Ballestrem’sche Güterdirektion“ in Gleiwitz diente als zentralisierte Stelle zur Verwaltung seines Besitzes.
Nach dem Schulbesuch studierte Ballestrem Rechtswissenschaften in Breslau, Freiburg, München und Göttingen, wo er sein Studium 1925 mit dem Referendarexamen und einer Promotion mit der Dissertation „Das Materielle Bergbauliche Grundabtretungsrecht Preussens in Seinen Grundzügen“ abschloss. Während der Studienzeit wurde er Mitglied der katholischen Studentenverbindungen KDStV Winfridia Breslau, KDStV Hercynia Freiburg und  AV Palatia Göttingen.
Als frommer Katholik war Ballestrem Mitglied der Deutschen Zentrumspartei, zwischen 1871 und 1933 das Sammelbecken des katholischen Zentrums im Deutschen Reich. Innerhalb der Partei unterhielt er unter anderem enge Beziehungen zu Heinrich Brüning und Franz von Papen. Ballestrems wichtigste Einflussquelle innerhalb der Partei war die Parteizeitung Germania, an der er – unter anderem zusammen mit Papen – große Aktienanteile hielt, wodurch er ihre politische Haltung bedingt mitbeeinflussen konnte.

### Zeit des Nationalsozialismus (1933–1945)

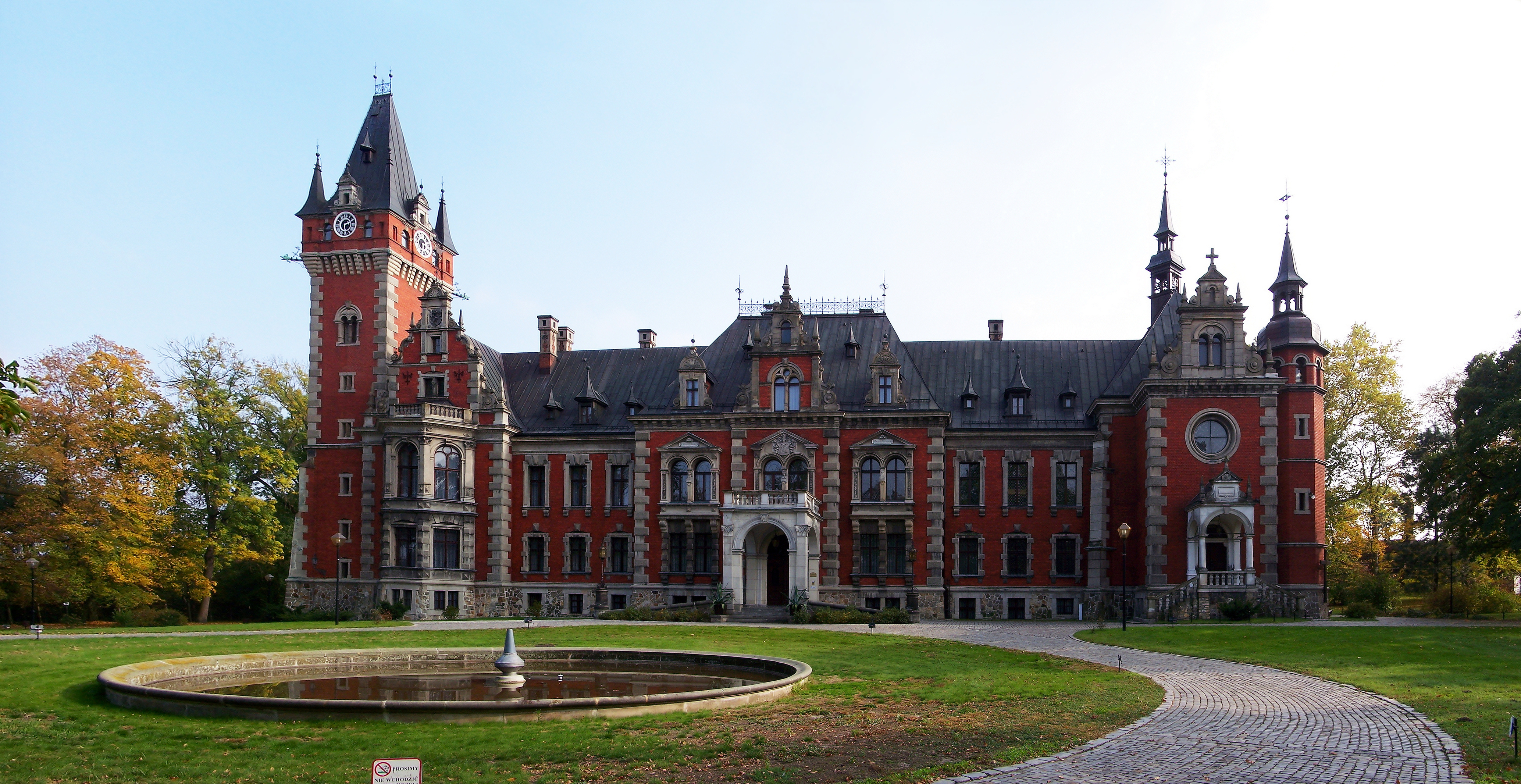
Schloss Plawniowitz

Auf die Entscheidung des Reichspräsidenten Paul von Hindenburg, Adolf Hitler am 30. Januar 1933 zum Reichskanzler einer rechten Koalitionsregierung zu ernennen, reagierte Ballestrem, der den Nationalsozialismus als überzeugter Katholik und Monarchist ablehnte, mit großer Sorge. Da auch sein Freund Papen – der maßgeblichen Anteil an der Entscheidung gehabt hatte, Hitler mit der Regierungsbildung zu beauftragen – der neuen Regierung als Hitlers Vizekanzler und preußischer Ministerpräsident angehörte, besaß Ballestrem in der Folge allerdings die Gelegenheit zur (wenn auch begrenzten) Einflussnahme auf die Regierung. Diese nutzte er, indem er im Februar 1933 den Plan entwickelte, die Nationalsozialisten „aus dem Apparat“ heraus „von innen“ zu bekämpfen.
Zu diesem Zweck lancierte Ballestrem im Frühling/Frühsommer 1934 mehrere junge Männer, die seine Gesinnung teilten, in den Regierungsapparat, namentlich in die Umgebung Papens, der diese auf Wunsch seines Freundes als seine Mitarbeiter einstellte. Namentlich konnte Ballestrem Wilhelm Freiherr von Ketteler, Fritz Günther von Tschirschky, Friedrich Carl von Savigny und Herbert von Bose als „subversive Elemente“ in die Regierung Hitler einschleusen. Von der Schlüsselstellung der Vizekanzlei sollten diese das Walten der Nationalsozialisten „beaufsichtigen“, Untaten verhindern (oder zumindest abmildern) und im gegebenen Augenblick die Staatsmacht gegen die Nationalsozialisten (d. h. den nationalsozialistischen Teil der Koalitionsregierung und die Partei) wenden. Als Hebel für das zuletzt genannte Ziel sollte der Oberbefehl des Reichspräsidenten von Hindenburg über die Reichswehr als der stärksten Macht im Staat dienen: Da Papen über überragenden Einfluss beim Reichspräsidenten verfügte – der seit 1932 beinahe ausnahmslos Papens Ratschlägen gefolgt war –, sollten die „Maulwürfe“ in der Vizekanzlei Papen systematisch einrahmen und fest für ihre antinazistischen Pläne einspannen, um, so das Ziel, den Reichspräsidenten zum Einsatz der Reichswehr gegen die Nationalsozialisten zu bewegen.
Die durch Ballestrems Idee und Mithilfe ins Leben gerufene „Vizekanzlei-Gruppe“ agierte vom Frühling 1933 bis zum Sommer 1934 in seinem Sinne, so konnte sie unter anderem die Gleichschaltung der Presse durch das Reichsministerium für Volksaufklärung und Propaganda um einige Monate verzögern; Ballestrem selbst spielte nach dem Frühjahr 1933 für ihre Widerstands- und Sabotagetätigkeit jedoch keine nennenswerte Rolle mehr. Der ursprüngliche Plan Ballestrems konnte ebenfalls nicht verwirklicht werden: Die Gruppe wurde am 30. Juni 1934 von der SS zerschlagen, Bose wurde ermordet, Savigny und Tschirschky wurden in Konzentrationslager eingewiesen.
Ungeachtet seiner Gegnerschaft zum Nationalsozialismus konnte Ballestrem in den nationalsozialistischen Jahren seinen Reichtum steigern, indem er zusätzliche Fabriken und Firmen erwarb. Dazu gehörte unter anderem die Schaffgotsch-Benzin GmbH, ein Industriekomplex in Odertal O.S. zur Herstellung synthetischer Kraftstoffe, an dem sich der Ballestrem-Konzern beteiligte.
Ab Ende der 1930er Jahre betreute die Forsten im Gutsbereich Ober Gläserdorf, um Bockey und Eichensee, vormals Brustawe, der Forstverwalter Albrecht Baron von Keyserlingk (1900–1996), Vater der Schriftstellerin Linde von Keyserlingk.
Anfang 1945 musste Ballestrem sein Schloss Plawniowitz bei Gleiwitz verlassen, um vor der heranrückenden Roten Armee zu fliehen. Einen Monat später starb er während des Luftangriffs auf Dresden.

## Ehe und Nachkommen
Aus Ballestrems am 8. September 1927 in München geschlossenen Ehe mit Anna Gräfin von Walderdorff (* 19. Juli 1901; † 31. August 1965 in Landshut) gingen acht Kinder hervor, darunter der Geschäftsmann Valentin Graf von Ballestrem (* 1. November 1928; † 20. Januar 2006 Straubing), der Kapuziner P. Caspar (* 6. Januar 1930; † 9. Juni 2008 Ruhpolding) und Teresa Gräfin von Ballestrem (* 1936).

## Schriften
- Das Materielle Bergbauliche Grundabtretungsrecht Preussens in Seinen Grundzügen, Berlin, 1925.